# IEEE 802.1ag
IEEE 802.1ag 또는 CFM(Connectivity Fault Management)은 전기 전자 기술자 협회(IEEE)가 정의한 표준이다. 공식명칭은 "근거리 통신망 수정판 5에 가상 연결된 근거리 또는 도시권 통신망: 연결성 결점 관리"(IEEE Standard for Local and Metropolitan Area Networks Virtual Bridged Local Area Networks Amendment 5: Connectivity Fault Management)이다. 이 표준은 802.1 브릿지와 근거리 통신망(LAN)을 지나가는 경로에 대한  OAM(Operations, Administration, and Maintenance) 프로토콜 및 규정을 정의한다. 2007년에 승인된 IEEE 802.1Q의 수정판이다.